# جان استراود
جان استراود (انگلیسی: John Stroud؛ ‏ ۲۷ ژانویهٔ ۱۹۵۵ – ۱۵ اوت ۲۰۰۹) کارگردان تلویزیونی و تهیه‌کننده تلویزیونی اهل بریتانیا بود.
از فیلم‌ها یا مجموعه‌های تلویزیونی که وی در آن‌ها نقش داشته‌است، می‌توان به خطاهای نرم‌افزاری و قهرمان من اشاره نمود.